# Объединение в поддержку демократии и развития (Того)
Объединение в поддержку демократии и развития (фр. Rassemblement pour le soutien de la démocratie et du développement) — политическая партия Того, основана Арри Олимпио.

## История
Партия была основана Арри Олимпио — двоюродным братом Гилхриста Олимпио, лидером партии Союз сил за перемены. Арри Олимпио получил пост министра развития демократии и верховенства закона в 1998 году и обвинён за это оппозицией в предательстве.
Объединение в поддержку демократии и развития участвовало в парламентских выборах 2002 года и получило 3 из 81 места Национального собрания. Партия провела первые протесты против наследования президентства после смерти Гнассингбе Эйадемы его сыном Фором Гнассингбе в феврале 2005 года. Партия поддерживала Арри Олимпио на президентских выборах 2005 года, но он отказался от участия незадолго до выборов, хотя, тем не менее, получил 0,55 % голосов.

## Участие в выборах

### Президентские выборы
| Год  | Кандидат     | Голоса     | Голоса | Результат |
| Год  | Кандидат     | Количество | %      | Результат |
| ---- | ------------ | ---------- | ------ | --------- |
| 2005 | Арри Олимпио | 12 033     | 0,55 % | Поражение |

### Парламентские выборы
| Год  | Голоса     | Голоса | Голоса | Места      | Места |
| Год  | Количество | %      | ±      | Количество | ±     |
| ---- | ---------- | ------ | ------ | ---------- | ----- |
| 2002 |            |        |        | 3 из 81    | 3 ▲   |